# Johannes Große
Johannes Große (* 7. Januar 1997 in Berlin) ist ein deutscher Hockeyspieler. Er wurde 2021 Europameisterschaftszweiter und 2024 Olympiazweiter.

## Sportliche Karriere
Johannes Große spielt als Verteidiger beim KTHC Stadion Rot-Weiss in Köln, nachdem er zuvor beim SC Charlottenburg in Berlin und beim Club an der Alster in Hamburg war.
Von 2012 bis 2017 nahm er an 84 Länderspielen in den verschiedenen Altersklassen im Junioren-Bereich teil. Seine größten Erfolge waren der erste Platz bei den U18-Europameisterschaften 2015, der dritte Platz bei der
Juniorenweltmeisterschaft 2016 sowie der dritte Platz 2017 bei der Junioreneuropameisterschaft.
2016 debütierte Große in der Nationalmannschaft. 2018 erreichte Große mit der deutschen Nationalmannschaft den fünften Platz bei der Weltmeisterschaft in Bhubaneswar, nachdem das Team im Viertelfinale gegen die Belgier verloren hatte. Bei der Europameisterschaft 2019 in Antwerpen belegten die Deutschen in der Vorrunde den zweiten Platz hinter den Niederländern. Im Halbfinale unterlagen sie den Belgiern mit 2:4 und im Spiel um den dritten Platz verloren die Deutschen gegen die Niederlande mit 0:4. 2021 bei der Europameisterschaft in Amstelveen erreichte die deutsche Mannschaft durch einen 3:2-Halbfinalsieg über das englische Team das Finale, dort unterlag die Mannschaft den Niederländern im Shootout. Bei den Olympischen Spielen in Tokio belegten die Deutschen den zweiten Platz in ihrer Vorrundengruppe. Nach ihrer Halbfinalniederlage gegen die Australier verloren die Deutschen das Spiel um den dritten Platz mit 4:5 gegen die indische Mannschaft. Bei der Europameisterschaft 2023 in Mönchengladbach verlor die deutsche Mannschaft im Spiel um Bronze gegen die Belgier mit 0:2. Große war in allen fünf Spielen dabei. Bei den Olympischen Spielen 2024 in Paris gewann die deutsche Mannschaft ihre Vorrundengruppe vor den Niederländern, die im direkten Vergleich mit 1:0 bezwungen wurden. Mit einem 3:2 gegen die Argentinier und einem 3:2 im Halbfinale gegen die Inder erreichten die Deutschen das Finale gegen die Niederländer. Nach der regulären Spielzeit stand es 1:1 und dann unterlagen die Deutschen im Shootout.
Insgesamt bestritt Große bislang 122 Länderspiele. (Stand 16. August 2024) 